# Domingo Orué y Mirones
Domingo de Orúe y Mirones fue un político peruano.
Fue alcalde de Lima (1806, en cogobierno con el alcalde Manuel de Villar), general de los ejércitos del Perú que con el grado de coronel intervino en la proclamación de la independencia (1821); diputado al Congreso Constituyente (1822);; director civil de la Sociedad de Beneficencia de Lima en su fundación (1825) bajo el gobierno de Simón Bolívar.  Propietario de la hacienda de caña Huaito, en el valle de Pativilca, distrito de Pativilca, de la provincia de Barranca (por entonces aún no separada de la antigua provincia de Chancay), en el departamento de Lima; hacienda muy fértil y de gran producción, en la que el general José de San Martín alojaba a sus soldados enfermos de Huaura, antes de la proclamación de la independencia.
A principios del siglo XIX su casa en Lima estaba en la calle del Mascarón (hoy 5.ª cuadra de la Av. Cuzco).
Fue miembro del Congreso Constituyente de 1822 por el departamento de La Libertad. Dicho congreso constituyente fue el que elaboró la primera constitución política del país.